# Пічужкін Михайло Сергійович
Михайло Сергійович Пічужкін (21 січня 1925, місто Чита, тепер Російська Федерація — 21 лютого 2002, місто Київ) — український партійний і радянський діяч, урядовець. Постійний представник Ради Міністрів УРСР при Раді Міністрів СРСР. Член ЦК КПУ в 1966—1971 р і у 1980—1990 р. Кандидат у члени ЦК КПУ в 1971—1980 р. Депутат Верховної Ради УРСР 7—9-го скликань. Депутат Верховної Ради СРСР 10—11-го скликань. Народний депутат СРСР у 1989—1991 р.

## Біографія

Могила Михайла Пічужкіна, Байкове кладовище

Народився в родині залізничника. Деякий час проживав у місті Ашхабаді Туркменської РСР.
У 1942—1946 роках — служба у Радянській армії. Учасник німецько-радянської війни з 1943 року, учасник радянсько-японської війни 1945 року. Служив навідником, командиром гармати 9-ї батареї 247-го гвардійського артилерійського полку 110-ї гвардійської стрілецької дивізії.
Член ВКП(б) з 1945 року.
Після демобілізації продовжив навчання в середній школі робітничої молоді.
У 1953 році закінчив Московський енергетичний інститут.
У 1953—1957 роках — начальник зміни кисневого цеху, механік, начальник цеху, заступник головного механіка Криворізького металургійного заводу імені Леніна Дніпропетровської області. У 1957—1962 роках — секретар партійного комітету Криворізького металургійного заводу імені Леніна.
У 1962—1965 роках — 2-й секретар Криворізького міського комітету КПУ Дніпропетровської області.
У 1965—1967 роках — 1-й секретар Криворізького міського комітету КПУ Дніпропетровської області.
У липні 1967 — 12 квітня 1974 року — 2-й секретар Дніпропетровського обласного комітету КПУ.
У 1974—1976 роках — 1-й заступник голови Комітету народного контролю Української РСР.
У 1976 — 20 березня 1991 р. — постійний представник Ради Міністрів Української РСР при Раді Міністрів СРСР.
З 1991 року — на пенсії у місті Києві, де й помер на 78-му році життя 21 лютого 2002 року. Похований разом з дружиною на Байковому кладовищі (ділянка № 49а, 50°25′1.23″ пн. ш. 30°30′5.74″ сх. д. / 50.4170083° пн. ш. 30.5015944° сх. д.).
Делегат XXIII з'їзду Компартії України, XXIV з'їзду Компартії України, XXV з'їзду Компартії України, XXVI з'їзду Компартії України, XXVII з'їзду Компартії України.
Депутат Верховної Ради Української РСР 7-го скликання, 8-го скликання, 9-го скликання від Павлоградського виборчого округу Дніпропетровської області. Голова Комісії Верховної ради Української РСР з питань торгівлі.

## Нагороди та відзнаки
- орден Леніна
- орден Жовтневої Революції
- два ордени Трудового Червоного Прапора (19.07.1958,)
- два ордени Дружби народів
- два ордени Червоної Зірки (10.03.1945, 11.09.1945)
- орден Вітчизняної війни 1-го ст. (1985)
- медаль «За бойові заслуги» (20.10.1944)
- медалі
- Почесна грамота Президії Верховної Ради Української РСР (20.01.1975)
- Почесний громадянин Кривого Рогу (1987).[3]